# Archontophoenix cunninghamiana
Archontophoenix cunninghamiana (H.Wendl.) H.Wendl. & Drude è una palma della tribù Areceae (sottofamiglia Arecoideae), endemica dell'Australia.